# Madhouse (animació)
Madhouse Inc. (japonés: マッドハウス, estilitzat MADHOUSE Inc.) és un estudi d'animació japonés localitzat a Tòquio, el qual es dedica principalment a fer adaptacions a l'anime de mangues japonesos. És conegut per les seues adaptacions d'animes que han esdeviongut famosos com Death Note, Hunter × Hunter, Overlord, One Punch-Man i recentment, Frieren: Beyond Journey's End.

## Història
La companyia va ser fundada per Masao Maruyama el 1972 juntament altres ex-membres de Mushi Production com Osamu Dezaki i Yoshiaki Kawajiri. Fins gairebé la dècada del 1990 la companyia treballava com a subcontractada per a treballs d'animació d'altres companyies, però amb l'èxit de la sèrie animada de Trigun, i l'aclamada Perfect Blue dirigida per Satoshi Kon, la companyia començà la seua producció pròpia. Durant els 2000 i 2010 la companyia romangué estable i exitosa destacant l'adaptació a l'anime de Hajime no Ippo, i en 2011 el president Masao Maruyama finalment deixà la companyia per fundar MAPPA.

## Produccions
| Any       | Títol                         | Director                     | Episodis       |
| --------- | ----------------------------- | ---------------------------- | -------------- |
| 1993      | Ninja Scroll                  | Yoshiaki Kawajiri            | 1 (pel·lícula) |
| 1998      | Trigun                        | Yasuhiro Nightow             | 26             |
| 2006-2007 | Death Note                    | Mamoru Miyano                | 37             |
| 2007      | Kaiji Ultimate Survivor       | Yuzo Sato, entre altres      | 52             |
| 2009      | Summer Wars                   | Mamoru Hosoda                | 1 (pel·lícula) |
| 2011      | Hunter × Hunter               | Yoshihiro Togashi            | 148            |
| 2011      | Chihayafuru                   | Mamoru Miyano                | 75             |
| 2015      | Overlord                      | Kugane Maruyama              | 52             |
| 2015      | One Punch-Man                 | Diversos                     | 39             |
| 2017      | No Game No Life: Zero         | Atsuko Ishizuka              | 1 (pel·lícula) |
| 2023      | Frieren: Beyond Journey's End | Tsukasa Abe, Kanehito Yamada | 29             |